# Лаюр, Луи Жозеф
Луи Жозеф Лаюр (фр. Louis Joseph Lahure; 1767—1853) — французский генерал, участник Наполеоновских войн.
Родился 29 декабря 1767 г. в Монсе (Бельгия).
В 1790 г. переселился во Францию и под началом Пишегрю участвовал в кампаниях 1792—1794 гг. в Голландии, отличился в битве при Ваттиньи и при Неервиндене.
Получив от Пишегрю поручение овладеть Северной Голландией, Лаюр в течение января захватил Утрехт, Амстердам и Харлем. 22 января 1795 года он воспользовался тем, что неприятельский флот был задержан льдом в Ден-Хелдере, и овладел им во главе эскадрона 9-го гусарского полка. В военной истории это был уникальный пример атаки флота кавалерией.
Затем Лаюр принял участие в войнах с Германией и Италией и был произведён в бригадные генералы. Участвовал в сражении на Треббии, где получил тяжёлую пулевую рану. При эвакуации он был захвачен в плен войсками А. В. Суворова, но спустя некоторое время был отпущен под честное слово не принимать участие в войне. Рана вынудила Лаюра оставить боевое поприще. За отличие в Итальянской кампании он был удостоен почётной сабли.
В 1803 г. Лаюр был избран депутатом в законодательный корпус от Жемаппа и заседал там во всё время империи. В 1813 г. Лаюр получил баронский титул; в 1814—1815 гг. он с большой энергией организовал оборону северных департаментов Франции. После «Ста дней» ему было предложено вернуться к строевой службе, но Лаюр отказался. Тем не менее 22 июля 1818 года он был произведён в генерал-лейтенанты и 1 октября окончательно вышел в запас с пенсией.
15 августа 1830 года Лаюр ненадолго вернулся к строевой службе и был назначен командиром 1-й северной бригады 16-й дивизии. 23 марта 1831 года он был зачислен в запас и 19 июня 1834 года окончательно вышел в отставку, 29 апреля 1833 года Лаюр был пожалован званием великого командора ордена Почётного Легиона.
Скончался 24 октября 1853 года под Валансьеном.